# Fortuné Guyon de Rochecotte
Fortuné Guyon, marquis de Rochecotte, né au château de Rochecotte à Saint-Patrice (sans doute le 28 avril), baptisé le 2 mai 1765, mort fusillé à Paris le 7 août 1798 sous la Révolution française, est un aristocrate et militaire français, commandant en chef des royalistes insurgés des provinces du Maine, du Perche et dans le pays Chartrain de 1795 à 1798.

## Biographie

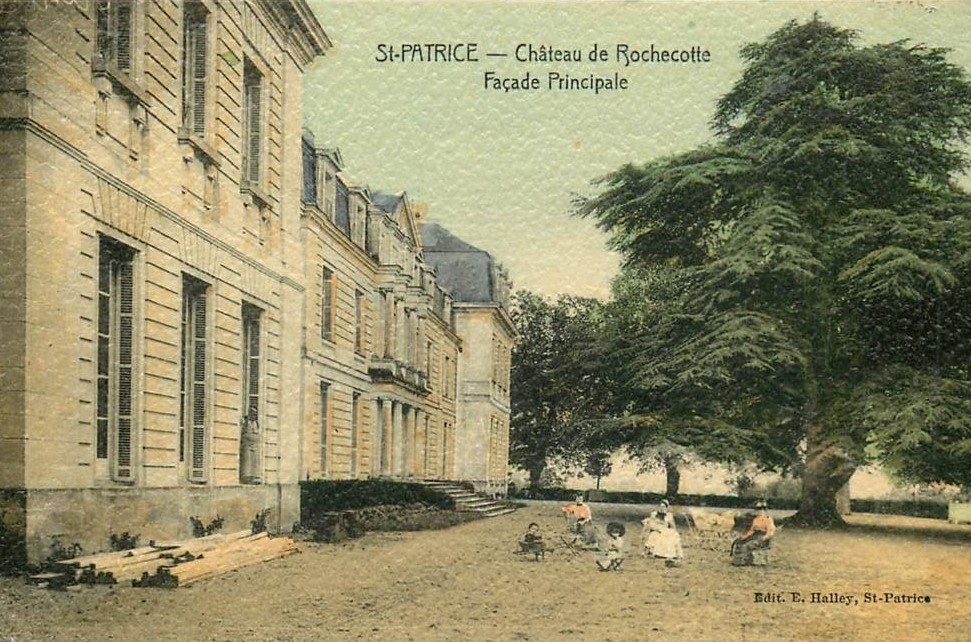
Le château de Rochecotte

Louis Fortuné Guillon de Rochecotte est le fils de Fortuné Guillon, premier marquis de Rochecotte (1729-1790), chevalier de Saint-Louis, capitaine au régiment d'Orléans, et de Marie-Françoise Doucet du Gué. D'abord appelé le comte de Rochecotte, il devient marquis à la mort de son père (14 juillet 1790)

### Ancien régime
À sa sortie d'une école militaire qu'il intègre à onze ans (probablement celle de Sorèze plutôt que l'école militaire de Paris), il entre au régiment du roi infanterie, à Nantes en 1786, puis à Nancy.

### Émigration
À la Révolution, en août 1790, il prend part à l'affaire de Nancy sous les ordres de Louis de Bouillé : il réussit à calmer une révolte des soldats fromentée par les Jacobins de la ville.
Après le licenciement de son corps en 1790, il émigre à Coblenz en 1791 et rejoint l'armée de Condé dans un régiment de cavalerie noble ; en 1793 il se distingue à la bataille de Bertsheim en Alsace contre les troupes de la Convention.

### Chouannerie
Après le 9 Thermidor, il rentre en France en mai 1795 avec le comte de Bourmont pour rejoindre les insurgés royalistes en Bretagne. En 1796, il est officier de Charette, qui lui donne commission « de diriger les mouvements des fidèles du Roi dans le Maine » et le titre de maréchal de camp (16 décembre 1795).
À la tête d'environ 500 hommes et secondé par Louis Courtillé dit Saint-Paul,, il parcourt la province et occupe plus de 4 000 soldats républicains. Le 2 janvier, il investit la ville de Mayenne et en est repoussé ; en février, il prend part au combat d'Aigrefeuille puis s'empare du bourg de Saint-Mars d'Outillé. Dans la forêt de Bercé, il bat le général Rey ; à Saligné près de Vallon, le 25 décembre 1795, il reçoit une balle dans les reins. 
Après la pacification de la Vendée par le général Hoche, il refuse la soumission et obtient du roi Louis XVIII un brevet de commandant des provinces du Maine, du Perche et dans le pays Chartrain,. La lettre est datée du 24 novembre 1796.

## Arrestation et condamnation
Il avait pour projet de délivrer à Paris les conjurés Berthelot de La Villeheurnois et Brotier, chefs de la conjuration dite du camp de Grenelle, mais ne put y parvenir. Il participe ensuite à l'évasion de l'amiral britannique Sydney Smith de la prison du Temple,.
Sous le Directoire, il est dénoncé comme l'un des agents royalistes les plus actifs et est arrêté à Paris près du Pont-Royal le 29 juin 1798. Durant l'interpellation, il tue un agent de police et en blesse deux autres,,, mais il est rattrapé par la foule.
Les officiers de son état-major, Gustave, Guéfontaine, La Volvène, Arthur de la Poterie essaient en vain de le délivrer mais sont trahis,.  
Pendant son interrogatoire, le comte de Rochecotte tente de se faire passer pour un certain « Ulric Néméré » du département du Puy- de- Dôme, mais son identité est confirmée grâce à l'information d'un délateur royaliste ayant combattu à ses côtés, révélant la présence d'une cicatrice d'une blessure sur le corps de Rochecotte.  
Il est jugé par une commission militaire et fusillé au Champ-de-Mars dans les 24 heures. Il ne peut obtenir l'assistance d'un prêtre, étant abattu dès sa sortie de voiture.
Le Dictionnaire biographique de Touraine mentionne l'existence d'une épouse, restée à Rochecotte et inquiétée pendant la Révolution, mais ne donne pas son nom. En réalité, il s'agit peut-être de sa sœur.

## Sources
- Mémoires du comte Fortuné Guyon de Rochecotte en 1795, 1796, 1797 et 1798, rédigés sur ses papiers et sur les notes de ses principaux officiers, par Alphonse de Beauchamp (1767-1832), 1818[2].
- Charles Girault, Rochecotte et la chouannerie mancelle, Laval, 1949. C'est la base du Dictionnaire biographique (1990).
- Archives départementales d'Indre-et-Loire, collection des registres paroissiaux et d'état civil numérisés, Saint-Patrice, baptême, 2 mai 1765[11].